# Rhythm and Blues (Garou)
Rhythm and Blues è il settimo album in studio del cantante canadese Garou, pubblicato nel 2012.

## Il disco
Si tratta di un disco di cover. 
Il disco contiene sei brani in lingua francese e sei in lingua inglese.

## Tracce
Per ogni brano è riportato l'interprete originale.

1. Quand tu danses – 2:57 – Gilbert Bécaud
2. Little Green Bag – 3:28 – George Baker Selection
3. Le jour se lève – 3:20 – Esther Galil
4. Marie-Jeanne – 4:32 – Joe Dassin
5. Hard to Handle – 3:29 – Otis Redding
6. If I Ain't Got You – 3:53 – Alicia Keys
7. Lonely Boy – 3:24 – The Black Keys
8. Cash City – 4:50 – Luc de Larochellière
9. Sur la route – 3:20 – Gérald de Palmas
10. Bad Day – 3:36 – Daniel Powter
11. Je voudrais voir New-York – 4:45 – Daniel Lavoie